# Moma orion
Moma orion är en fjärilsart som beskrevs av Eugen Johann Christoph Esper 1787. Moma orion ingår i släktet Moma och familjen Pantheidae. Inga underarter finns listade i Catalogue of Life.